# قصص الأشباح
قصص الأشباح هي أي قطعة من الخيال أو الدراما تتضمن شبحًا، أو تعتمد ببساطة على إمكانية وجود أشباح أو اعتقاد
الشخصيات بها.   قد يظهر "الشبح" من تلقاء نفسه أو يتم استدعاؤه بالسحر. ترتبط فكرة "المطاردة" بالشبح، حيث يتم ربط كيان خارق للطبيعة بمكان أو شيء أو شخص. تعتبر قصص الأشباح عادةً أمثلة على علم الأشباح. في اللهجة العامية، يمكن أن يشير مصطلح "قصص الأشباح" إلى أي نوع من القصص المخيفة. بالمعنى الضيق، تم تطوير قصة الأشباح كشكل من أشكال القصة القصيرة، ضمن الخيال النوعي. إنه شكل من أشكال الخيال الخارق للطبيعة وخاصة الخيال الغريب، وغالبًا ما يكون قصة رعب. في حين أن قصص الأشباح غالبًا ما تكون مقصودة صراحةً للتخويف، فقد تم كتابتها لخدمة جميع أنواع الأغراض، من الكوميديا إلى القصص الأخلاقية. غالبًا ما تظهر الأشباح في السرد كحراس أو كشبح انتقامي.

## التاريخ

قطعة من جرة عليها قصة خنسو امحب والشبح مكتوبة بالهيراطيقية، بين عامي 1292 و1076 قبل الميلاد (مملكة مصر الحديثة). المتحف المصري، تورينو.⁩

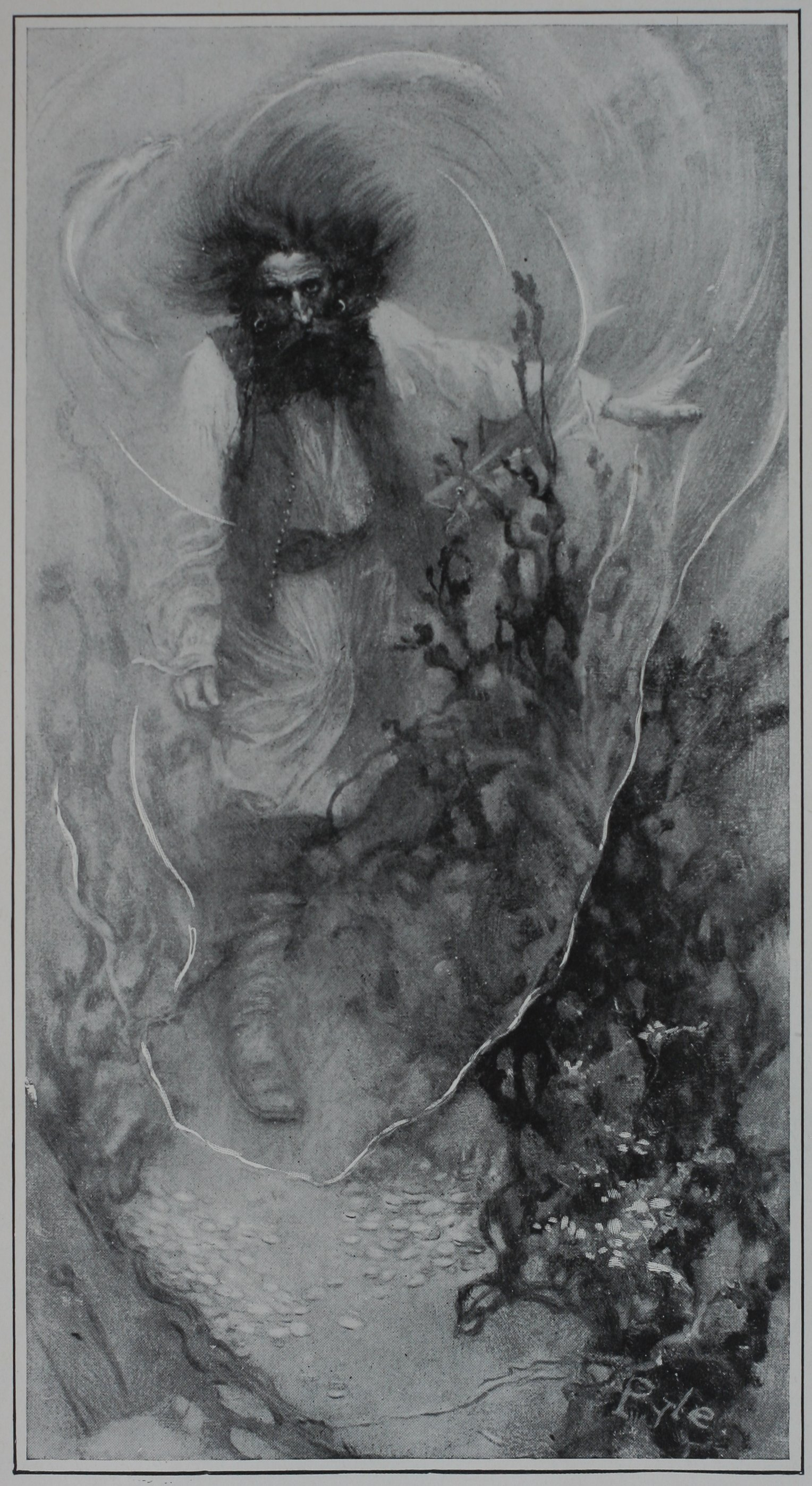
⁨شبح قرصان من كتاب القراصنة هوارد بيل (1903)⁩

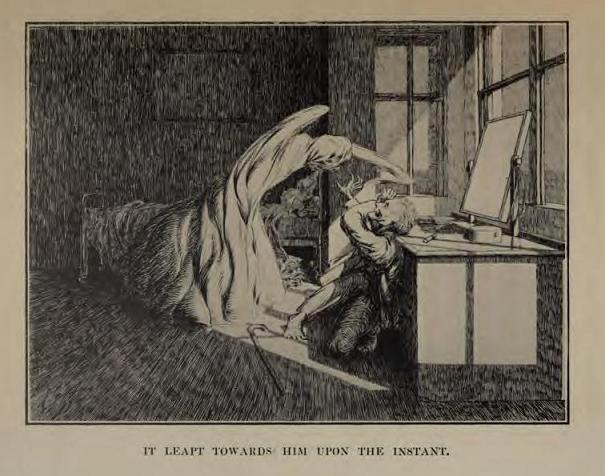
رسم توضيحي بواسطة جيمس ماكبرايد لقصة السيد جيمس " أوه، صافرة، وسوف آتي إليك، يا فتاي " (1904).

الاعتقاد السائد فيما يتعلق بالأشباح هو أنها تتكون من مادة ضبابية أو هوائية أو أثيرية. يربط علماء الأنثروبولوجيا هذه الفكرة بالاعتقادات المبكرة بأن الأشباح كانت الشخص داخل الشخص (روح الشخص)، والتي كانت ملحوظة بشكل خاص في الثقافات القديمة على أنها أنفاس الشخص، والتي تظهر عند الزفير في المناخات الباردة بشكل واضح كضباب أبيض. يتواجد الإيمان بالأشباح في جميع الثقافات حول العالم، وبالتالي قد تنتقل قصص الأشباح شفويًا أو في شكل مكتوب. 
غالبًا ما تتضمن قصص نار المخيم، وهي شكل من أشكال السرد الشفهي، سرد قصص الأشباح أو قصص مخيفة أخرى. بعض القصص عمرها عقود من الزمن، مع إصدارات مختلفة عبر ثقافات متعددة. كما تشجع العديد من المدارس والمؤسسات التعليمية سرد قصص الأشباح كجزء من الأدب.
في عام 1929، تم تحديد خمس سمات رئيسية لقصة الأشباح الإنجليزية في "بعض الملاحظات على قصص الأشباح" بقلم إم. جيمس. وكما لخصها فرانك كوفمان في دورة في الأدب الخيالي الشعبي، كانت هذه السمات هي:
- التظاهر بالحقيقة
- "رعب ممتع"
- لا سفك دماء أو مشاهد إباحية دون مبرر
- لا "تفسيرة للآلية"
- الخلفية: "تلك التي تعود إلى أيام الكاتب (والقارئ)"

أدى ظهور المجلات الشعبية في أوائل القرن العشرين إلى خلق طرق جديدة لنشر قصص الأشباح، كما بدأت تظهر أيضًا في منشورات مثل تدبير منزلي جيد وذا نيو يوركر.

## الأدب

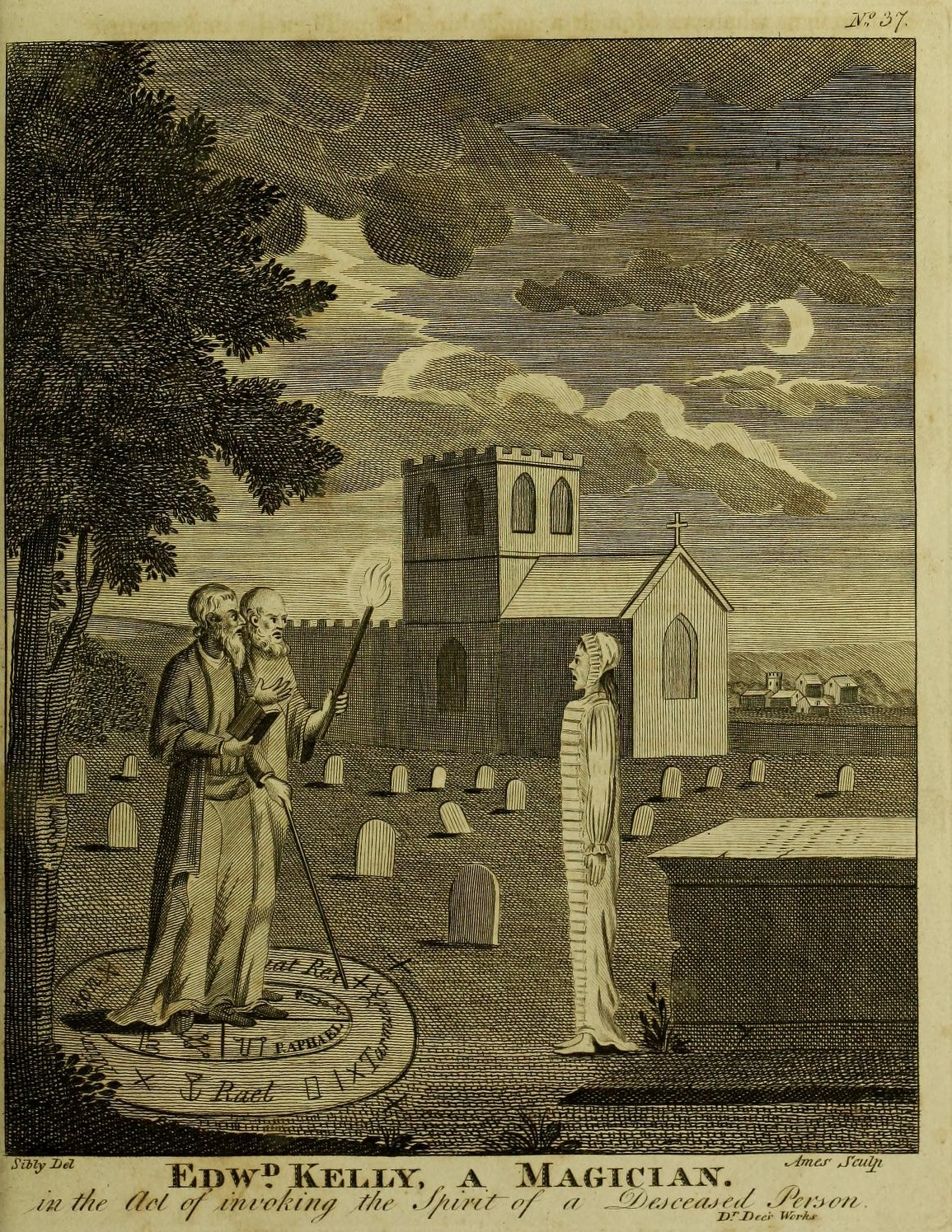
جون دي وإدوارد كيلي يستحضران روح شخص متوفى (نقش من كتاب علم التنجيم لإبنيزر سيبلي، 1806)

### أمثلة مبكرة
غالبًا ما ظهرت الأشباح في العالم الكلاسيكي في هيئة بخار أو دخان، ولكن في أوقات أخرى وُصفت بأنها جوهرية، حيث ظهرت كما كانت وقت الموت، كاملة مع الجروح التي قتلتها. ظهرت أرواح الموتى في الأدب منذ ملحمة هوميروس الأوديسة، والتي تتضمن رحلة إلى العالم السفلي ومواجهة البطل لأشباح الموتى، بالإضافة إلى العهد القديم حيث تدعو ساحرة عين دور روح النبي صموئيل.
مسرحية موستيلاريا للكاتب الروماني بلاوتوس هي أقدم عمل معروف يتضمن مسكنًا مسكونًا. هناك رواية مبكرة أخرى عن مكان مسكون تأتي من رواية كتبها بليني الأصغر (حوالي 50 م). يصف بليني مطاردة منزل في أثينا بواسطة شبح مقيد بالسلاسل، وهو النموذج الأصلي الذي أصبح مألوفًا في الأدب اللاحق.
غالبًا ما ظهرت الأشباح في مآسي الكاتب الروماني سينيكا، الذي أثر لاحقًا على إحياء المأساة على مسرح عصر النهضة، وخاصة توماس كيد وشكسبير.
تحتوي ألف ليلة وليلة، المعروفة أحيانًا باسم "ليالي عربية"، على عدد من قصص الأشباح، والتي غالبًا ما تتضمن الجن والغول والجثث.على وجه الخصوص، تدور قصة "علي القاهري والبيت المسكون في بغداد" حول منزل مسكون بالجن. تحتوي الأدبيات العربية الأخرى في العصور الوسطى، مثل موسوعة إخوان الصفاء، أيضًا على قصص الأشباح.
تحتوي قصة غنجي اليابانية التي تعود إلى القرن الحادي عشر على قصص الأشباح، وتتضمن شخصيات مسكونة بالأرواح.

### مسرح عصر النهضة الإنجليزية

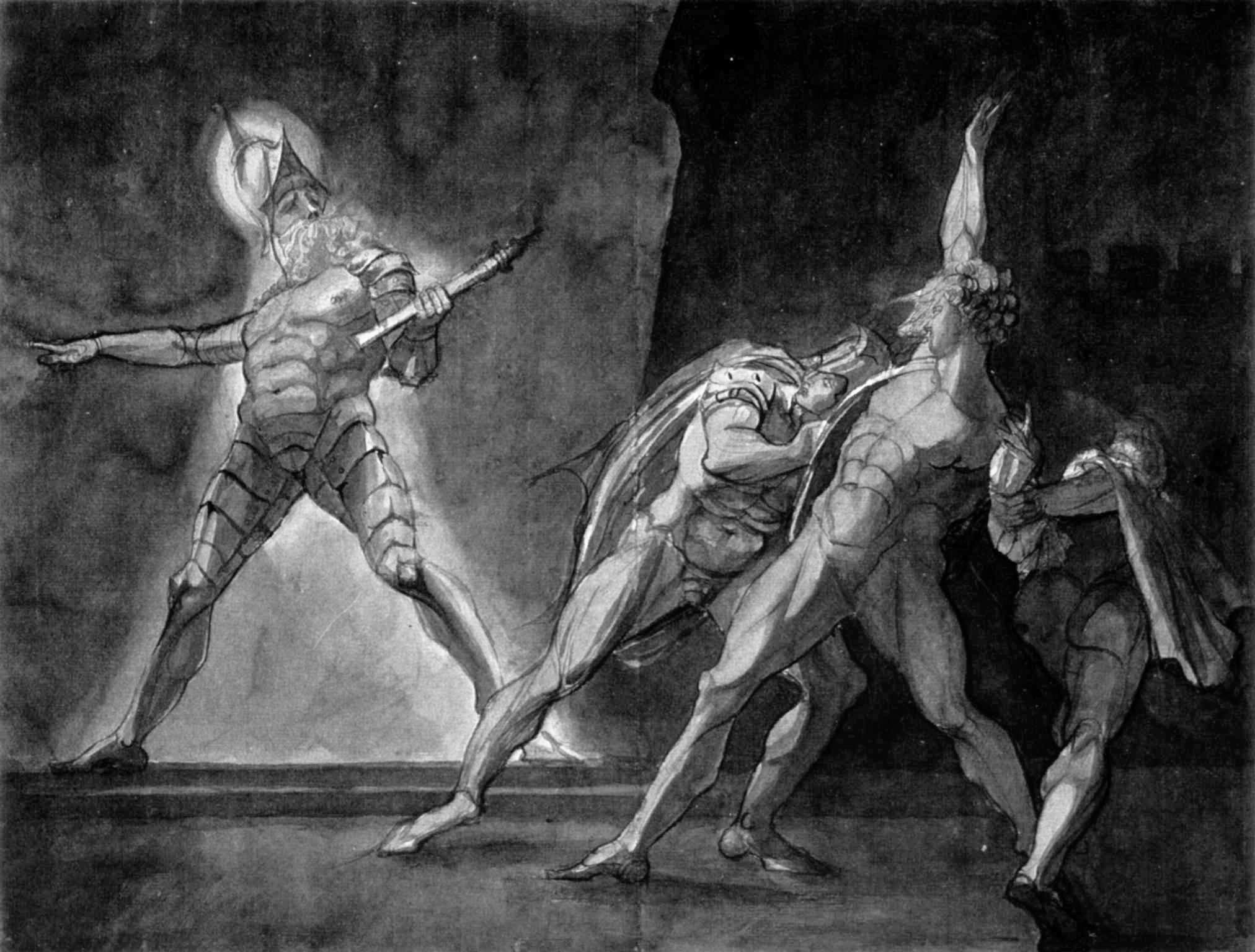
"هاملت وشبح والده" لهنري فوسيلي (رسم يعود إلى ثمانينيات القرن الثامن عشر). يرتدي الشبح درعًا من الصفائح المعدنية على طراز القرن السابع عشر، بما في ذلك خوذة من نوع موريون وشرابات. كان تصوير الأشباح مرتدين دروعًا، للإشارة إلى الشعور بالقدم، أمرًا شائعًا في المسرح الإليزابيثي.

في منتصف القرن السادس عشر، أعاد علماء النهضة الإنسانية اكتشاف أعمال سينيكا، وأصبحت نماذج لإحياء المأساة. ويظهر تأثير سينيكا بشكل خاص في مسرحية توماس كيد "المأساة الإسبانية ‏" ومسرحية هاملت لشكسبير، حيث تشترك كلتا المسرحيتين في موضوع الانتقام، وذروة مليئة بالجثث، والأشباح بين الممثلين. كما تشبه الأشباح في مسرحية ريتشارد الثالث نموذج سينيكا، بينما يلعب الشبح في مسرحية هاملت دورًا أكثر تعقيدًا. أصبح ظل والد هاملت ‏ المقتول في مسرحية هاملت أحد أكثر الأشباح شهرة في الأدب الإنجليزي. وفي عمل آخر لشكسبير، مكبث، يعود بانكو المقتول كشبح لإثارة ذهول الشخصية الرئيسية.
في مسرح عصر النهضة الإنجليزي، غالبًا ما كانت الأشباح تُصوَّر في زي الأحياء وحتى في الدروع. ولأن الدروع أصبحت قديمة بحلول عصر النهضة، فقد أعطت شبح المسرح إحساسًا بالقدم. بدأ الشبح المدرع يكتسب أرضية على المسرح في القرن التاسع عشر، لأن الشبح المدرع كان لابد من تحريكه بواسطة أنظمة بكرات معقدة أو مصاعد، وفي النهاية أصبح عناصر مسرحية مبتذلة وأشياء للسخرية. تشير آن جونز وبيتر ستاليبراس، في كتابهما ملابس عصر النهضة ومواد الذاكرة، إلى أن "الواقع أن الضحك يهدد الشبح بشكل متزايد، لذا يبدأ في الظهور على خشبة المسرح ليس مرتديًا درعًا ولكن في شكل من أشكال "سترة الأرواح". إن الملاحظة المثيرة للاهتمام التي أشار إليها جونز وستاليبراس هي أنه "في النقطة التاريخية التي أصبحت فيها الأشباح ذاتها غير معقولة على نحو متزايد، على الأقل بالنسبة للنخبة المتعلمة، يبدو من الضروري تأكيد عدم ماديتها، وعدم رؤيتها. لا بد أن تكون ملابس الأشباح الآن، في الواقع، روحانية مثل الأشباح نفسها. وهذا يشكل انحرافًا مذهلاً عن أشباح مسرح عصر النهضة وعن أشباح المسرح اليوناني والروماني التي استمد منها ذلك المسرح. إن السمة الأكثر بروزًا لأشباح عصر النهضة هي على وجه التحديد ماديتها الفادحة. فهي تظهر لنا مرتدية ملابس لافتة للنظر".
في إسبانيا، تبرز أسطورة كاتالينا ليركارو ‏، وهي شابة من القرن السادس عشر، انتحرت حتى لا تضطر إلى الزواج من رجل لم تحبه. ومن هنا، يزعم العديد من الناس أنهم رأوا شبحها.

### القصائد الحدودية
تظهر الأشباح بشكل بارز في القصائد البريطانية التقليدية في القرنين السادس عشر والسابع عشر، وخاصة "القصص الحدودية ‏" التي تناولت المنطقة الحدودية ‏المضطربة بين إنجلترا وإسكتلندا. تشمل القصائد من هذا النوع "القبر المضطرب ‏"، و"زوجة بئر أوشر ‏"، و"شبح ويليام الحلو ‏"، والتي تتميز بموضوع متكرر عن عودة العشاق أو الأطفال الموتى. في قصيدة "الملك هنري"، يلتهم شبح شره بشكل خاص حصان الملك وكلابه قبل إجبار الملك على النوم. ثم يستيقظ الملك ليجد الشبح قد تحول إلى امرأة جميلة. كانت السفينة الهولندية الطائرة (الهولندي الطائر) عبارة عن سفينة أشباح أصبحت موضوعًا للعديد من القصص.

### العصر الرومانسي

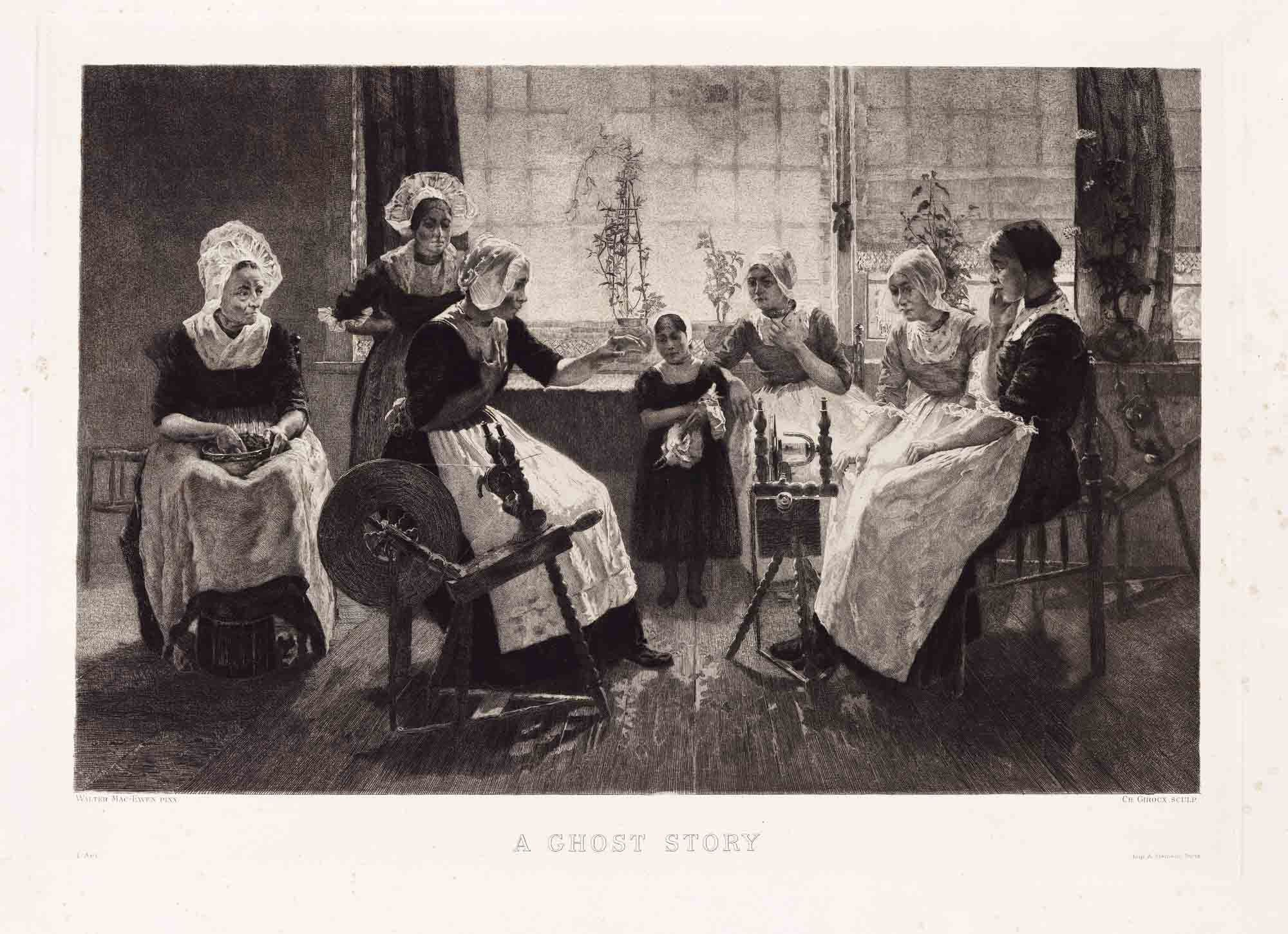
تصوير لإمرأة تحكي قصة أشباح.

كان ظهور الأشباح في قلعة أوترانتو للكاتب هوراس والبول في عام 1764 أحد أهم الأحداث المبكرة التي شهدت ظهور الأشباح، والتي تعتبر أول رواية قوطية.ومع ذلك، على الرغم من أن قصة الأشباح تشترك في استخدام الخوارق مع الرواية القوطية، إلا أن الشكلين يختلفان. فقصص الأشباح، على عكس الخيال القوطي، تدور أحداثها عادةً في وقت ومكان قريبين من جمهور القصة.
نشأت القصة القصيرة الحديثة في ألمانيا في العقود الأولى من القرن التاسع عشر. تزعم قصة "متسولة لوكارنو" لكلايست، التي نُشرت عام 1810، والعديد من الأعمال الأخرى من تلك الفترة أنها أول قصص أشباح قصيرة من النوع الحديث. تشمل قصص الأشباح التي كتبها إرنست هوفمان "الروح الأولية" و"مناجم فالون".
المقابل الروسي لقصة الأشباح هو "بايليتشكا ‏". تشمل الأمثلة البارزة لهذا النوع من ثلاثينيات القرن التاسع عشر "Viy ‏" لنيقولاي غوغول و"ملكة البستوني" لبوشكين، على الرغم من وجود عشرات القصص الأخرى من كتاب أقل شهرة، والتي تم إنتاجها في المقام الأول كخيال عيد الميلاد. سلسلة جبال الفوج هي مكان معظم قصص الأشباح التي كتبها فريق الكتابة الفرنسي (Erckmann-Chatrian ‏
كان السير والتر سكوت أحد أوائل كُتاب قصص الأشباح باللغة الإنجليزية. وقد تجنبت قصص الأشباح التي كتبها، مثل "حكاية ويلي المتجولة" (1824، التي نُشرت لأول مرة كجزء من كتاب "ريد غونتليت") و"غرفة النسيج" (1828)، أسلوب الكتابة "القوطي" وساعدت في وضع مثال للكتاب اللاحقين في هذا النوع.

### "العصر الذهبي لقصة الأشباح"
لاحظ مؤرخ قصص الأشباح جاك سوليفان أن العديد من النقاد الأدبيين يزعمون أن "العصر الذهبي لقصص الأشباح" كان موجودًا بين تراجع الرواية القوطية في ثلاثينيات القرن التاسع عشر وبداية الحرب العالمية الأولى. يزعم سوليفان أن أعمال إدغار آلان بو وشيريدان لي فانيو هي من افتتحت هذا "العصر الذهبي".
كان المؤلف الأيرلندي شيريدان لي فانيو أحد أكثر الكتاب تأثيرًا في قصص الأشباح. ساعدت مجموعات لي فانيو، مثل في زجاج مظلم ‏(1880) و أوراق بورسيل ‏، في ترويج القصة القصيرة كوسيلة لقصص الأشباح. ابتكرت شارلوت ريدل، التي كتبت قصصًا خيالية باسم السيدة جيه إتش ريدل، قصص أشباح اشتهرت باستخدامها الماهر لموضوع المنزل المسكون.

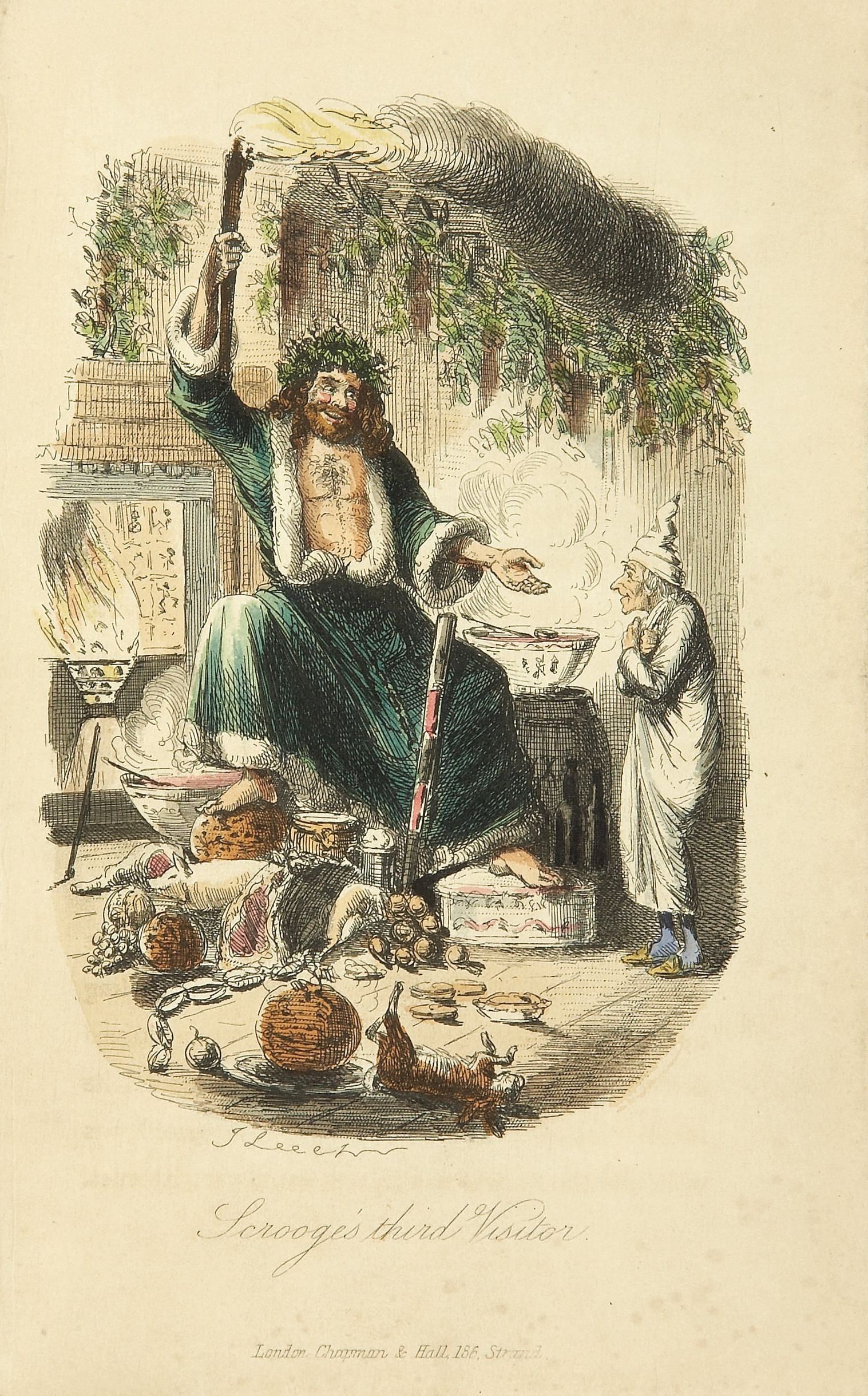
نقش من القرن التاسع عشر لجون ليتش لشبح عيد الميلاد الحاضر كما هو موضح في رواية ترنيمة عيد الميلاد لتشارلز ديكنز

نشأت قصة الأشباح "الكلاسيكية" خلال العصر الفيكتوري، وشارك فيها مؤلفون مثل إم. جيمس، وشيريدان لي فانيو، وفيوليت هانت، وهنري جيمس. تأثرت قصص الأشباح الكلاسيكية بتقاليد الخيال القوطي، وتحتوي على عناصر من الفولكلور وعلم النفس. لخص إم. جيمس العناصر الأساسية لقصة الأشباح على النحو التالي: "الشر والرعب، وتوهج الوجوه الشريرة، والابتسامة الحجرية للخبث غير الأرضي"، وملاحقة الأشكال في الظلام، والصراخ الطويل البعيد، كل ذلك موجود في مكانه، وكذلك القليل من الدم، الذي يُسفك بعناية ويُدار بعناية ...".
من بين الأشباح الأدبية الشهيرة في العصر الفيكتوري أشباح رواية ترنيمة عيد الميلاد، حيث يساعد شبح زميله السابق جاكوب مارلي إبنزر سكروج على إدراك خطأ طرقه، وأشباح عيد الميلاد الماضي وعيد الميلاد الحاضر وعيد الميلاد القادم. في مقدمة رواية ترنيمة عيد الميلاد، نشر ديكنز "قصة العفاريت التي سرقت خادم الكنيسة". كما كتب ديكنز "عامل الإشارة"، وهو عمل آخر يضم شبحًا.

### أسلوب جيمسيان
وصف ديفيد لانجفورد المؤلف البريطاني إم. جيمس بأنه "مؤلف أكثر مجموعة قصص أشباح تأثيرًا في القرن العشرين". أتقن جيمس أسلوبًا في سرد القصص أصبح معروفًا منذ ذلك الحين باسم أسلوب جيمسيان[بحاجة لمصدر]، والذي تضمن التخلي عن العديد من العناصر القوطية التقليدية لأسلافه. عادةً ما تتضمن قصة أسلوب جيمسيان الكلاسيكية العناصر التالية:
1. مكان مميز في قرية إنجليزية أو بلدة ساحلية أو عقار ريفي؛ أو بلدة قديمة في فرنسا أو الدنمارك أو السويد؛ أو دير أو جامعة محترمة
2. رجل نبيل غير مميز وساذج إلى حد ما كبطل (غالبًا ما يكون من طبيعة متحفظة)
3. اكتشاف كتاب قديم أو أي شيء أثري آخر يفتح بطريقة ما أو يستدعي الغضب أو على الأقل يجذب الانتباه غير المرغوب فيه لتهديد خارق للطبيعة، وعادة ما يكون من وراء القبر

وفقًا لجيمس، يجب على القصة "أن تضع القارئ في موقف يقول فيه لنفسه، "إذا لم أكن حذرًا جدًا، فقد يحدث لي شيء من هذا القبيل!" كما أتقن أيضًا أسلوب سرد الأحداث الخارقة للطبيعة من خلال الضمن والإيحاء، مما يسمح لقارئه بملء الفراغات، والتركيز على التفاصيل الدنيوية لإعداداته وشخصياته من أجل إلقاء الضوء على العناصر المروعة والغريبة بشكل أكبر. لقد لخص منهجه في المقدمة التي كتبها لمختارات الأشباح والعجائب (أكسفورد، 1924): "إن العنصرين الأكثر قيمة في تأليف قصة الأشباح، في نظري، هما الجو والتصاعد المحكم... دعونا إذن نتعرف على الممثلين بطريقة هادئة؛ دعونا نراهم يمارسون أعمالهم العادية، دون أن تزعجهم نذر الخوف، وراضين عن محيطهم؛ ولندع الشيء المشؤوم يخرج رأسه إلى هذه البيئة الهادئة، دون أن يزعجنا أحد في البداية، ثم بإصرار أكبر، حتى يسيطر على المسرح".
كان هناك جانب آخر اعتبره جيمس شرطًا أساسيًا وهو "أن يكون الشبح شريرًا أو بغيضًا: فالأشباح الودودة والمفيدة كلها جيدة جدًا في القصص الخيالية أو في الأساطير المحلية، لكنني لا أجد لها أي استخدام في قصة أشباح خيالية".
على الرغم من اقتراحه في مقالته "قصص حاولت كتابتها" أن يستخدم الكتاب التحفظ في عملهم، فإن العديد من حكايات جيمس تصور مشاهد وصور العنف الوحشي والمزعج في كثير من الأحيان.

### الكتاب الأمريكيون في القرن التاسع عشر
تحت تأثير الأمثلة البريطانية والألمانية، بدأ الكتاب الأمريكيون في إنتاج قصص الأشباح الخاصة بهم. قصة واشنطن إيرفينج القصيرة "أسطورة سليبي هولو" (1820)، المستندة إلى حكاية شعبية ألمانية سابقة، تتميز بفارس بلا رأس. تم تكييفها للسينما والتلفزيون عدة مرات، مثل سليبي هولو، وهو فيلم روائي ناجح عام 1999. كتب إيرفينج أيضًا "مغامرة الطالب الألماني" وكتب إدغار آلان بو بعض القصص التي تحتوي على أشباح، مثل "قناع الموت الأحمر" و"موريلا".
في أواخر القرن التاسع عشر، كتب كتاب أمريكيون بارزون مثل إديث وارتون وماري إي ويلكنز فريمان وفرنسيس ماريون كروفورد قصصًا خيالية عن الأشباح. كما كتب هنري جيمس قصصًا خيالية عن الأشباح، بما في ذلك "الركن المرح ‏" و"دورة اللولب". ظهرت "دورة اللولب"، أشهر قصص الأشباح التي كتبها، في عدد من التعديلات، ولا سيما فيلم "البريئون (1961)" و "أوبرا دورة اللولب ‏" لبنجامين بريتن.
أدى ظهور المجلات الشعبية في أوائل القرن العشرين إلى خلق طرق جديدة لنشر قصص الأشباح، كما بدأت تظهر أيضًا في منشورات مثل تدبير منزلي جيد ‏ و ذا نيو يوركر.

### الكوميديا والأوبرا
تتضمن أوبرا أوسكار تيلجمان "ليو، التلميذ الملكي ‏" (1885) على أغنية "Judge's Song" عن شبح في الكلية العسكرية الملكية الكندية في كينغستون، أونتاريو.
تم تكييف القصة القصيرة الكوميدية "شبح كانترفيل" (1887) لأوسكار وايلد للسينما والتلفزيون في عدة مناسبات.
في الولايات المتحدة، قبل وأثناء الحرب العالمية الأولى، جمع عالما الفولكلور أوليف دام كامبل وسيسيل شارب القصائد الغنائية من سكان جبال الآبالاش، والتي تضمنت موضوعات شبحية مثل "نجار السفينة القاسية ‏" و"معجزة سوفولك ‏" و"القبر غير الهادئ ‏" و"زوجة بئر آشر ‏". كان موضوع هذه القصائد الغنائية غالبًا عودة حبيب ميت. كانت هذه الأغاني عبارة عن أشكال مختلفة من القصائد الغنائية البريطانية التقليدية التي تناقلتها أجيال من متسلقي الجبال المنحدرين من سكان منطقة الحدود الأنجلو اسكتلندية.

### رعب نفسي
في العصر الإدواردي، ساعد ألجيرنون بلاكوود (الذي جمع بين قصة الأشباح والروحانية)، وأوليفر أونيونز (الذي استمدت قصصه عن الأشباح من الرعب النفسي)، وويليام هوب هودسن (الذي احتوت قصصه عن الأشباح أيضًا على عناصر من الرواية البحرية والخيال العلمي) في تحريك قصص الأشباح في إتجاهات جديدة.

### كايدان

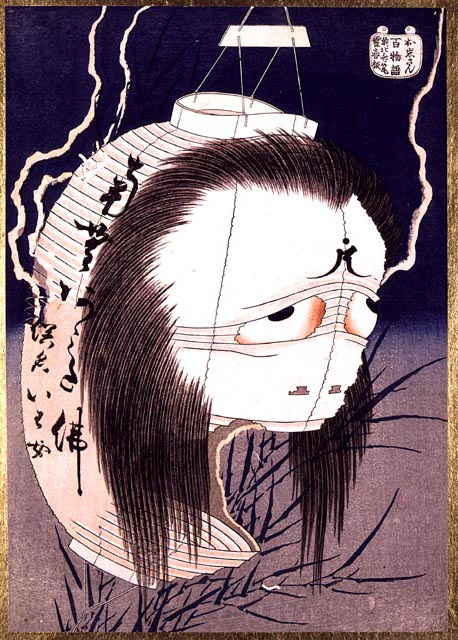
مطبوعة من تصميم كاتسوشيكا هوكوساي. رسم توضيحي لقصة كايدان يابانية كلاسيكية بعنوان يوتسويا من سلسلة مائة حكاية (Hyaku monogatari). شبح أويوا يظهر في هيئة فانوس أوباكي.

كايدان (怪談)، والتي تعني حرفيًا "حكاية خارقة للطبيعة" أو "حكاية غريبة"، هي شكل من أشكال قصة الأشباح اليابانية. دخلت كايدان اللغة العامية عندما أصبحت لعبة تسمى "Hyakumonogatari Kaidankai ‏ شائعة في فترة إيدو. أدت شعبية اللعبة، بالإضافة إلى الاستحواذ على مطبعة، إلى إنشاء نوع أدبي يسمى Kaidanshu. لا تكون الكايدان دائمًا قصص رعب، بل يمكن أن تكون "مضحكة أو غريبة أو تحكي فقط عن شيء غريب حدث مرة واحدة".
نشر لافكاديو هيرن كتاب كويدان: قصص ودراسات عن أشياء غريبة ‏ في عام 1904 كمجموعة من قصص الأشباح اليابانية والتي تم أيضًا تحويلها إلى فيلم. يُنظر إلى الكتاب "على أنه أول مقدمة للخرافات اليابانية للجمهور الأوروبي والأمريكي".

### العصر الحديث (1920 فصاعداً)
نُشرت مجلة قصص الأشباح ‏، التي لم تكن تحتوي إلا على قصص الأشباح تقريبًا، من عام 1926 إلى عام 1932.
بدءًا من أربعينيات القرن العشرين، كتب فريتز ليبر حكايات أشباح تدور أحداثها في بيئات صناعية حديثة، مثل "Smoke Ghost" (1941) و"A Bit of the Dark World" (1962). قدمت شيرلي جاكسون مساهمة مهمة في أدب الأشباح بروايتها The Haunting of Hill House (1959).
رمزي كامبل كاتب بريطاني معاصر مشهور في أدب الأشباح. أنتجت سوزان هيل أيضًا المرأة ذات الرداء الأسود (1983)، وهي رواية أشباح تم تكييفها للمسرح والتلفزيون والسينما.
تضع مسرحية نويل كوارد Blithe Spirit، التي تم تحويلها لاحقًا إلى فيلم عام 1945، منحى أكثر فكاهة على ظاهرة مطاردة الأفراد والأماكن المحددة.

## أفلام
خلال أواخر تسعينيات القرن التاسع عشر، ظهرت صور الأشباح والأحداث الخارقة للطبيعة في الأفلام. ومع ظهور الأفلام السينمائية والتلفزيونية، أصبحت صور الأشباح شائعة، وامتدت إلى مجموعة متنوعة من الأنواع. تم تحويل أعمال شكسبير وديكنز وويلد إلى نسخ سينمائية، بالإضافة إلى تعديلات لمسرحيات وروائيين آخرين. كان أحد الأفلام القصيرة المعروفة هو القلعة المسكونة ‏ من إخراج جورج ميلييس في عام 1896. ويعتبر أيضًا أول فيلم قصير صامت يصور الأشباح والأحداث الخارقة للطبيعة.
في عام 1926 نُشرت رواية Topper للكاتب ثورن سميث، والتي خلقت الشبح الأمريكي الحديث. عندما تم تحويل الرواية إلى فيلم Topper ‏ عام 1937، بدأت نوعًا جديدًا من الأفلام وأثرت أيضًا على التلفزيون. بعد الحرب العالمية الثانية، أصبحت التصويرات العاطفية للأشباح أكثر شعبية في السينما من الرعب، وتشمل فيلم الشبح والسيدة موير ‏عام 1947، والذي تم تحويله لاحقًا إلى مسلسل تلفزيوني ناجح في الفترة من 1968 إلى 1970. تشمل أفلام الرعب النفسي من هذه الفترة فيلم غير المدعو ‏ عام 1944، و موت الليل ‏ عام 1945. شهد عام 1963 أحد أول الأقتباسات الرئيسية لرواية أشباح كفيلم، المطاردة ‏، المستند إلى الرواية الشهيرة مطاردة هيل هاوس ‏.
شهدت سبعينيات القرن العشرين انقسام تصوير الأشباح على الشاشة إلى أنواع مميزة من الرومانسية والرعب. كان الموضوع المشترك في النوع الرومانسي من هذه الفترة هو ظهور الشبح كمرشد أو شخص طيب، وغالبًا ما يكون لديه عمل غير مكتمل، مثل فيلم حقل الأحلام لعام 1989، وفيلم شبح لعام 1990، والفيلم الكوميدي القلب والأرواح ‏ لعام 1993. في نوع الرعب، يعد فيلم الضباب لعام 1980 وسلسلة أفلام كابوس شارع إيلم من الثمانينيات والتسعينيات أمثلة بارزة على الاتجاه نحو دمج قصص الأشباح مع مشاهد العنف الجسدي. شهدت التسعينيات عودة الأشباح "القوطية" الكلاسيكية، والتي كانت مخاطرها نفسية أكثر من كونها جسدية. تشمل أمثلة الأفلام الكوميدية والغامضة من هذه الفترة فيلم صائدو الأشباح لعام 1984، وفيلم الحاسة السادسة لعام 1999 وفيلم الآخرون. وشهدت التسعينيات أيضًا اقتباسًا خفيف الظل لشخصية الأطفال كاسبر الشبح اللطيف، والتي كانت شائعة في الأصل في شكل رسوم متحركة في الخمسينيات وأوائل الستينيات، في الفيلم الروائي كاسبر.
أنتجت السينما الآسيوية أيضًا أفلام رعب عن الأشباح، مثل الفيلم الياباني رينغ لعام 1998 (أعيد إنتاجه في الولايات المتحدة باسم الحلقة في عام 2002)، وفيلم The Eye للأخوين Pang لعام 2002. تحظى أفلام الأشباح الهندية بشعبية ليس فقط في الهند، ولكن في الشرق الأوسط وإفريقيا وجنوب شرق آسيا وأجزاء أخرى من العالم. حققت بعض أفلام الأشباح الهندية مثل فيلم الرعب الكوميدي مانيتشيتراثازو ‏ نجاحًا تجاريًا، وتمت دبلجته إلى عدة لغات.
بشكل عام، تستند الأفلام إلى تجارب الأشخاص المعاصرين الذين يتعرضون بشكل غير متوقع للأشباح، وتستمد عادةً من الأدب الهندي التقليدي أو الفولكلور. في بعض الحالات، تكون الأفلام الهندية عبارة عن إعادة إنتاج لأفلام غربية، مثل أنجانا ‏، استنادًا إلى فيلم الأشباح الآخرون لأليخاندرو آمينابار.

## التلفاز
في البرامج التلفزيونية الخيالية، تظهر الأشباح في مسلسلات مثل شبح هامس ومتوسط ‏ وخارق للطبيعة، والمسلسل التلفزيوني المقتبس من الشبح والسيدة موير ‏ و راندال و هوبكيرك ‏. في البرامج التلفزيونية الخيالية المتحركة، عملت الأشباح كعنصر مركزي في مسلسلات مثل كاسبر الشبح اللطيف وداني الشبح وسكوبي دو.